# Bikfajja
Bikfajja (lub Bikfaya; aram.: Beit Kefaya – „kamienny dom” bądź Beit Kfeya – „dom poświęcony czci boga Kifa".) – miasto w Libanie, 25 km na wschód od Bejrutu (Dystrykt Al-Matin). Zamieszkiwane jest głównie przez chrześcijan (maronitów, melchitów, prawosławnych oraz Ormian). Znajduje się tu letnia siedziba ormiańskiego katolikosa Cylicji. Bikfajja stanowi „matecznik” rodu Dżumajjilów.